# Saloon

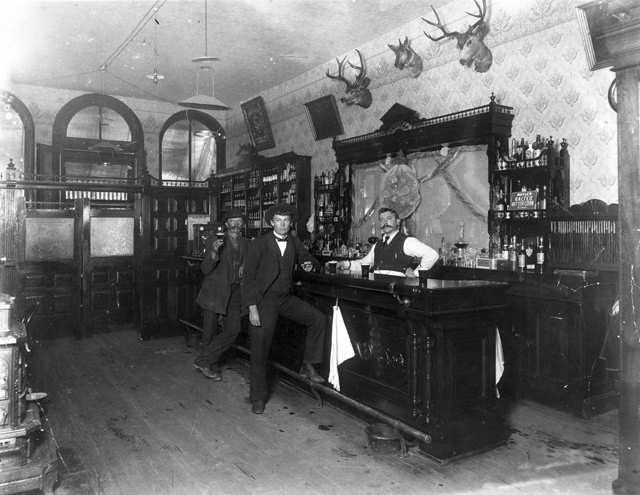
Saloon (1897)

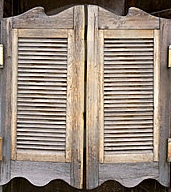
Drzwi do saloonu

Saloon (fr. salon, z łac. sala) – termin używany dla określenia pomieszczenia, gdzie sprzedawany jest w USA alkohol z przeznaczeniem do spożycia na miejscu. W większości saloonów uprawiano hazard, np. grano w pokera lub faraona.
Saloon stanowi stereotypowy element filmów o Dzikim Zachodzie.